# Distretto di Kaskazini B
Il distretto di Kaskazini B è un distretto della Tanzania situato nella regione di Zanzibar Nord. È suddiviso in 29 circoscrizioni (wards) che sono:
- Donge Karange
- Donge Kipange
- Donge Mbiji
- Donge Mchangani
- Donge Mtambile
- Donge Vijibweni
- Fujoni
- Kidanzini
- Kilombero
- Kinduni
- Kiombamvua
- Kitope
- Kiwengwa
- Mafufuni
- Mahonda
- Makoba
- Mangapwani
- Matetema
- Mbaleni
- Mgambo
- Misufini
- Mkadini
- Mkataleni
- Mnyimbi
- Muwanda
- Njia ya Mtoni
- Pangeni
- Upenja
- Zingwezingwe